# Spermophora tumbang
Spermophora tumbang là một loài nhện trong họ Pholcidae. Loài này có ở Borneo.